# Hedwig Höss
Hedwig Höss (ou Höß, forme allemande standard, ou Hoeß ou Hoess, prononcé [hœs]), née Hedwig Hensel le 3 mars 1908 à Neukirch (ex Oberneukirch) en Saxe, et morte le 15 septembre 1989 à Arlington en Virginie (États-Unis), est l'épouse du commandant du camp de concentration d'Auschwitz Rudolf Höss.

## Biographie

### Vie privée et familiale
Hedwig Hensel naît le 3 mars 1908 à Neukirch (ex Oberneukirch) en Saxe. Elle est la fille d'Ostwald Richard Hensel et de Linna Florendine Hensel (née Kremtz). Elle a une sœur et un frère, le peintre Gerhard Fritz Hensel (de).
Le 17 août 1929, elle épouse Rudolf Höss, le futur commandant du camp de concentration d'Auschwitz. Hedwig et Rudolf Höss sont tous deux membres des Artamans, une association ethnique radicale faisant partie de l'aile völkisch du mouvement de jeunesse allemand, qui est incorporée dans la Jeunesse hitlérienne en 1934.
Ensemble, ils ont cinq enfants, Klaus Höss (6 février 1930-1987), Heidetraud Höss (9 avril 1932-avant 2020), Inge-Brigitt Höss (18 août 1933-2023), Hans-Jürgen Höss (mai 1937-), Annegret Höss (7 novembre 1943-).
Dans les années 1930, la famille vit à Gut Sallentin en Poméranie.

### Auschwitz

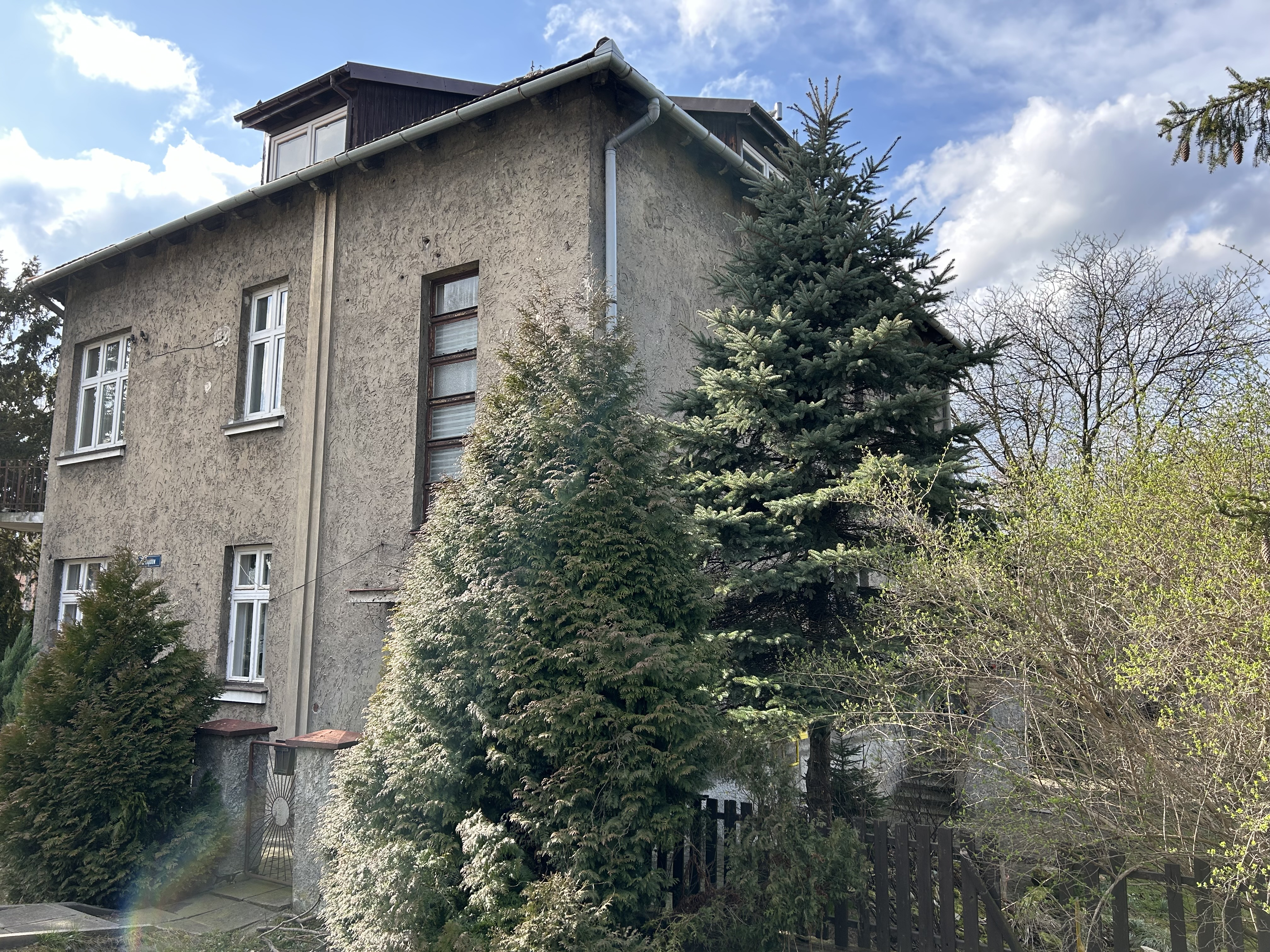
L'ancienne maison des Höss à Auschwitz, en 2024.

À partir de 1940, Hedwig Höss, son mari et leurs enfants passent trois ans dans une maison avec un grand jardin située dans la zone d'intérêt du camp de concentration d'Auschwitz, juste à côté du camp principal d'Auschwitz I, dont la propriété n'est séparée que par un haut mur.
Pendant son séjour à Auschwitz, Hedwig Höss emploie deux couturières polonaises dans sa maison pour modifier ou réparer les vêtements volés des victimes du camp de concentration. En outre, elle emploie également des prisonniers et des travailleurs forcés civils pour l'aider aux travaux ménagers et au jardinage.

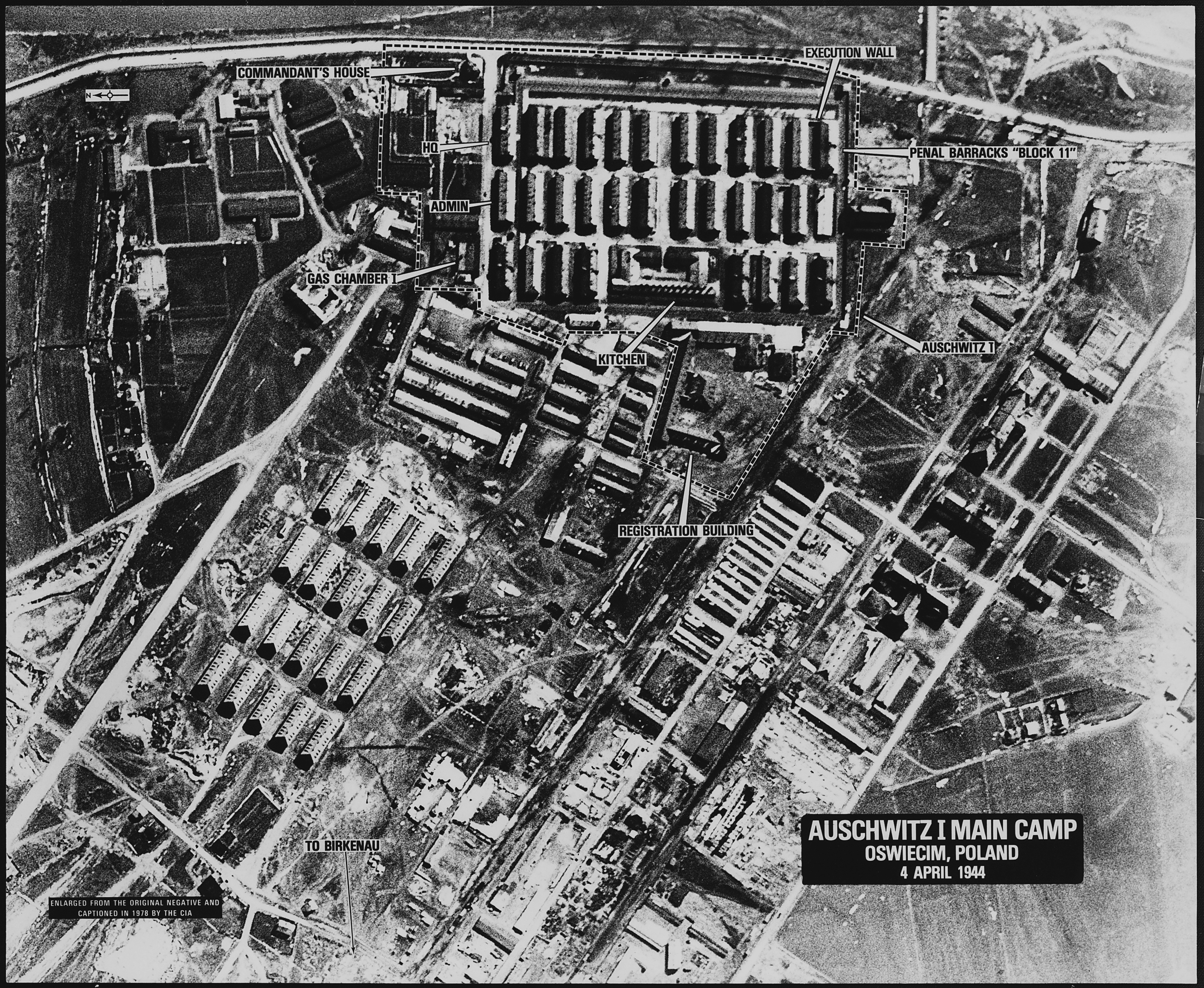
Photo de reconnaissance aérienne d'Auschwitz du 4 avril 1944 avec l'emplacement de la maison du commandant du camp (sur la photo ci-dessus).

Elle fait également installer un atelier de couture sur le site du camp de concentration, dans lequel les détenues doivent principalement confectionner des vêtements pour les épouses des SS.

### Période d'après-guerre
Après la fin de la guerre, Rudolf Höss réussit à s'enfuir à Flensbourg via la « Rattenlinie Nord (de) » en mai 1945. Il amène sa femme et leurs cinq enfants travailler dans une usine sucrière à Sankt Michaelisdonn où ils sont interrogés par des soldats britanniques. Il s'est lui-même créé une nouvelle identité sous le nom de « Franz Lang » en tant que sous-officier de la  Kriegsmarine basé à l'académie navale de Mürwik. En mars 1946, il est arrêté par la police militaire britannique. Il comparait comme témoin au Procès de Nuremberg. Il est ensuite extradé vers la Pologne, où il est jugé du 11 au 29 mars 1947. La condamnation à mort est exécutée le 16 avril 1947 dans le camp principal d'Auschwitz.
Lors du procès de Francfort, Hedwig Höss est interrogée comme témoin le 19 novembre 1964, où elle déclare qu'elle vivait comme femme au foyer à Louisbourg.
Dans les premières années qui ont suivi la guerre, les enfants ne savaient pas où se trouvait leur père. Klaus Höss est allé à Stuttgart puis a fait venir sa mère et ses frères et sœurs. Il émigre par la suite en Australie avec sa femme et vit avec sa famille à Sydney, où il meurt au début de 1986 en raison de son alcoolisme.
Inge-Brigitt Höss apprend le métier de modiste et s'installe en Espagne pendant la période franquiste où, découverte par Cristóbal Balenciaga, elle devient mannequin et rencontre un Américain qu'elle épouse. Avec lui, elle part aux États-Unis et travaille pendant de nombreuses années dans une boutique de mode dirigée par des propriétaires juifs à Washington. Elle vit ensuite dans le comté d'Arlington en Virginie.
Hans-Jürgen, qui écrit son nom de famille « Höss », rejoint les Témoins de Jéhovah. Vers 2020, il vivait en Allemagne dans une maison au bord de la mer Baltique. Il participe à un film documentaire sur son père -  The Commandant's Shadow (en) sorti en 2024 - dont il est l'un des principaux protagonistes
Hedwig Höss meurt le 15 septembre 1989 alors qu'elle rend visite à sa fille Inge-Brigitt à Arlington. Elle est incinérée sous un faux nom et enterrée dans un cimetière du comté.

## Représentation au cinéma

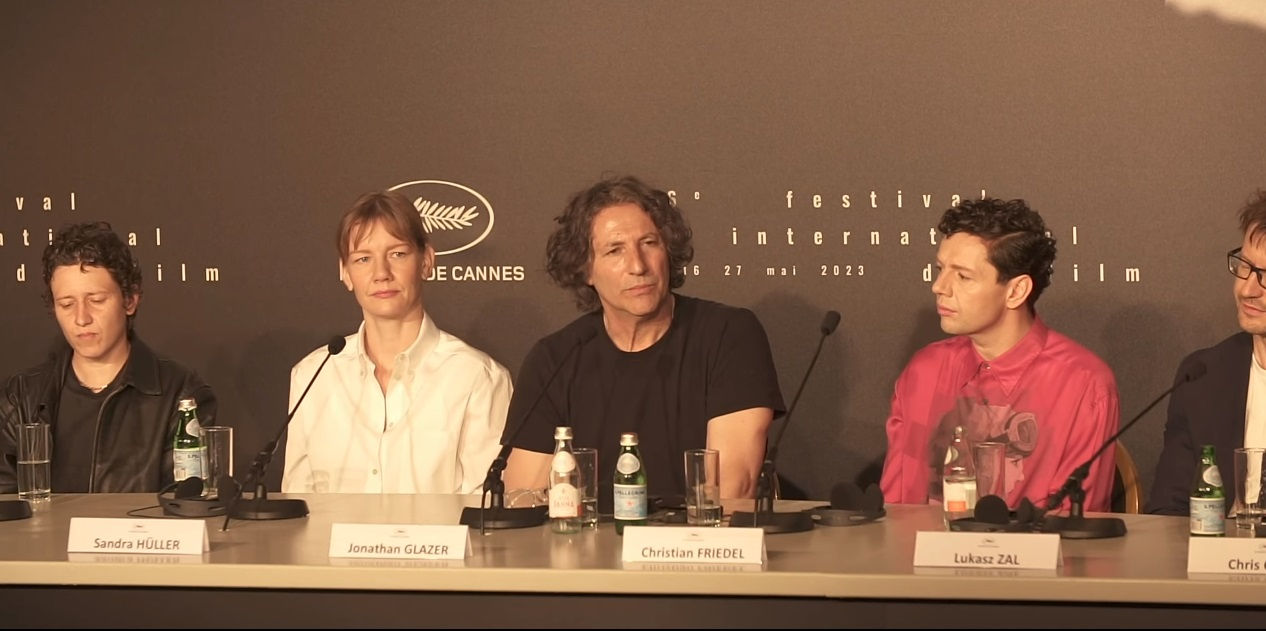
La conférence de presse du réalisateur Jonathan Glazer et des acteurs de la La Zone d'intérêt au Festival de Cannes 2023.

Dans le long métrage de Jonathan Glazer La Zone d'intérêt (2023), l'actrice Sandra Hüller endosse le rôle d'Hedwig Höss, Christian Friedel incarnant Rudolf Höss. Le film est présenté en avant-première le 19 mai 2023 au Festival de Cannes 2023, où le film fait partie de la sélection officielle. Il obtient le Grand prix du Festival de Cannes,,,.
Hedwig Höss apparait également dans Le Jardin devant le mur (2024), réalisé par Olga Chajdas et Frank Devos et diffusé dans la série documentaire Un monde divisé : 1939-1962 (épisode 2) sur Arte ; elle est présentée comme une femme dynamique et fière, vivant près d'Auschwitz où son mari est commandant, tout en tentant de maintenir une vie normale pour sa famille.